# Ministarstvo znanosti, obrazovanja i mladih Republike Hrvatske
Ministarstvo znanosti, obrazovanja i mladih obavlja upravne i druge poslove koji se odnose na: sustav predškolskog odgoja, osnovnoškolskoga i srednjoškolskoga odgoja i obrazovanja u zemlji i inozemstvu.

## Djelokrug
Obavlja upravne i druge poslove koji se odnose na: nastavne planove i programe; udžbenike, normative i standarde te druge za odgojno-obrazovni rad; razvitak školstva; stručno obrazovanje i usavršavanje odgajatelja, učitelja i nastavnika; učenički standard; inspekcijski i stručno-pedagoški nadzor; osnivanje i nadzor nad zakonitošću rada ustanova te osiguravanje financijskih i materijalnih uvjeta za rad u odgoju i obrazovanju; osposobljavanje djece, mladeži i odraslih za stjecanje tehničkih znanja i vještina te djelatnost udruga u ovom području.

## Vijeće za normu hrvatskoga standardnog jezika
Ministar znanosti obrazovanja i športa imenovao je 14. travnja 2005. Vijeće za normu hrvatskoga standardnog jezika na čelu s akademikom Radoslavom Katičićem. Vijeće će voditi sustavnu stručnu skrb o hrvatskome standardnom jeziku, raspravljati o aktualnim nedoumicama i otvorenim pitanjima hrvatskoga standardnog jezika, upozoravati na primjere nepoštivanja ustavne odredbe o hrvatskome kao službenome jeziku te promicati kulturu hrvatskoga standardnog jezika u pisanoj i govornoj komunikaciji.

## Ministri
Sljedeći su ministri od osamostaljenja Republike Hrvatske upravljali resorom znanosti.
| vlada | ministar         | zvanje                                                                  | početak mandata     | kraj mandata        |
| ----- | ---------------- | ----------------------------------------------------------------------- | ------------------- | ------------------- |
| 1.    | Osman Muftić     | ministar znanosti, tehnologije i informatike                            | 30. svibnja 1990.   | 31. srpnja 1991.    |
| 2.    | Osman Muftić     | ministar znanosti, tehnologije i informatike                            | 30. svibnja 1990.   | 31. srpnja 1991.    |
| 3.    | Osman Muftić     | ministar znanosti, tehnologije i informatike                            | 30. svibnja 1990.   | 31. srpnja 1991.    |
| 3.    | Ante Čović       | ministar znanosti, tehnologije i informatike                            | 31. srpnja 1991.    | 15. travnja 1992.   |
| 3.    | Jure Radić       | ministar znanosti, tehnologije i informatike                            | 15. travnja 1992.   | 7. kolovoza 1992.   |
| 4.    | Ivo Sanader      | ministar znanosti                                                       | 12. kolovoza 1992.  | 7. siječnja 1993.   |
| 4.    | Branko Jeren     | ministar znanosti i tehnologije                                         | 23. veljače 1993.   | 7. studenog 1995.   |
| 5.    | Branko Jeren     | ministar znanosti i tehnologije                                         | 23. veljače 1993.   | 7. studenog 1995.   |
| 6.    | Ivica Kostović   | ministar znanosti i tehnologije                                         | 7. studenog 1995.   | 14. listopada 1998. |
| 6.    | Milena Žic-Fuchs | ministrica znanosti i tehnologije                                       | 22. veljače 1999.   | 27. siječnja 2000.  |
| 7.    | Hrvoje Kraljević | ministar znanosti i tehnologije                                         | 27. siječnja 2000.  | 30. srpnja 2002.    |
| 8.    | Gvozden Flego    | ministar znanosti i tehnologije                                         | 30. srpnja 2002.    | 23. prosinca 2003.  |
| 9.    | Dragan Primorac  | ministar znanosti, obrazovanja i športa                                 | 23. prosinca 2003.  | 2. srpnja 2009.     |
| 10.   | Dragan Primorac  | ministar znanosti, obrazovanja i športa                                 | 23. prosinca 2003.  | 2. srpnja 2009.     |
| 11.   | Radovan Fuchs    | ministar znanosti, obrazovanja i športa                                 | 6. srpnja 2009.     | 23. prosinca 2011.  |
| 12.   | Željko Jovanović | ministar znanosti, obrazovanja i sporta                                 | 23. prosinca 2011.  | 18. lipnja 2014.    |
| 12.   | Vedran Mornar    | ministar znanosti, obrazovanja i sporta                                 | 18. lipnja 2014.    | 22. siječnja 2016.  |
| 13.   | Predrag Šuštar   | ministar znanosti, obrazovanja i sporta                                 | 23. siječnja 2016.  | 19. listopada 2016. |
| 14.   | Pavo Barišić     | ministar znanosti i obrazovanja                                         | 19. listopada 2016. | 9. lipnja 2017.     |
| 14.   | Blaženka Divjak  | ministrica znanosti i obrazovanja                                       | 9. lipnja 2017.     | 23. srpnja 2020.    |
| 15.   | Radovan Fuchs    | ministar znanosti i obrazovanja ministar znanosti, obrazovanja i mladih | 23. srpnja 2020.    | –                   |
| 16.   | Radovan Fuchs    | ministar znanosti i obrazovanja ministar znanosti, obrazovanja i mladih | 23. srpnja 2020.    | –                   |

### Ostali ministri
Sljedeći su ministri od osamostaljenja RH upravljali resorima prosvjete (obrazovanja) i sporta.
- Vlatko Pavletić, ministar prosvjete, kulture i športa u 1., 2. i 3. Vladi
- Vesna Girardi-Jurkić, ministrica prosvjete, kulture i športa 3. i 4. Vladi; ministrica kulture i prosvjete u 5. Vladi
- Ljilja Vokić, ministrica prosvjete i športa u 5. i 6. Vladi
- Božidar Pugelnik, ministar prosvjete i športa u 6. Vladi
- Nansi Ivanišević, ministrica prosvjete i športa u 6. Vladi
- Vladimir Strugar, ministar prosvjete i športa u 7. i 8. Vladi

## Vanjske poveznice
- Službene stranice Ministarstva znanosti, obrazovanja i športa  Arhivirana inačica izvorne stranice od 7. studenoga 2008. (Wayback Machine)